# 藩侯号战列舰
藩侯号战列舰是四艘国王级战列舰的第三艘舰，曾在第一次世界大战期间服役于德意志帝国海军。该舰于1911年11月进行龙骨架设，1913年6月4日下水，并于战争在欧洲爆发的短短两个多月后，即1914年10月1日正式编入公海舰队。藩侯号在五座双联装炮塔中装备有十门305毫米50倍径速射炮，且最高航速为21節（39每小時；24英里每小時）。它是为纪念原神圣罗马帝国的巴登藩侯国所命名，而藩侯这一贵族等级则相当于中国封建时代的侯爵。
连同其三艘姊妹舰——国王号、大选帝侯号和王储号，藩侯号在战争期间参与了舰队的大部分军事行动，其中包括1916年5月31日至6月1日爆发的日德兰海战。在日德兰，藩侯号是德舰队形的第三艘前导舰，并与敌对的英国大舰队猛烈交火。它共受到5枚大口径炮弹击中，并造成23名船员伤亡。藩侯号也参加了1917年末攻克里加湾的阿尔比恩行动。在行动圆满结束后，该舰在返回德国途中触雷受损。
随着德国战败和在1918年11月签署停战协定，藩侯号与大多数公海舰队的主力被英国皇家海军扣押在斯卡帕湾。在同盟国就《凡尔赛条约》的最终版本进行协商期间，这些舰只被解除武装并仅保留了基干船员。至1919年6月21日，即条约签署前的前一天，海军少将路德维希·冯·罗伊特作为被扣押的舰队指挥官，下令全数凿沉己方舰队，以确保英国无法强占舰只。但不同于大多数的自沉舰只，藩侯号从未被捞起拆解，其残骸仍然留存在斯卡帕湾底部。

## 建造及设计

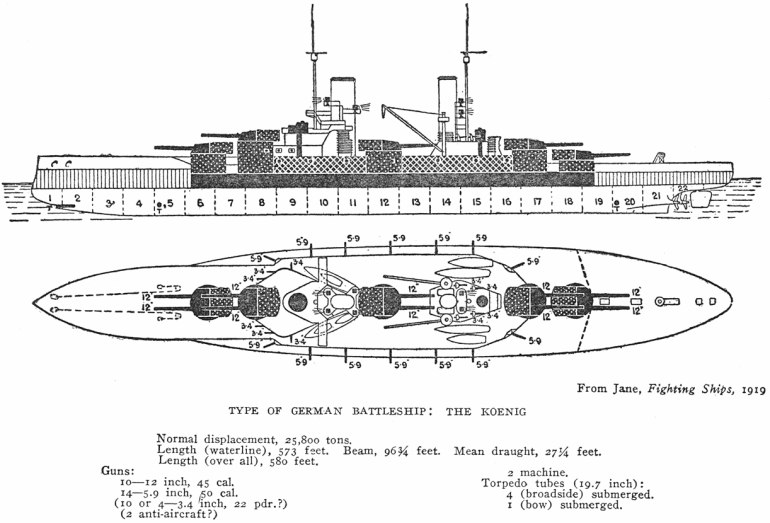
国王级的平面及立面图，来自1919年的《简氏战舰年鉴》

藩侯号是以“魏森堡代舰”（Ersatz Weissenburg）作为临时代号在不来梅的威悉船厂建造，生产序列为186号。它于1911年11月进行龙骨架设，至1913年6月4日下水。在下水仪式上，弗里德里希二世大公作为巴登王室的首领，亲临现场为舰只命名。舾装工作于1914年10月1日完成，并在同一天被编入公海舰队服役。藩侯号共花费了德意志帝国政府4500万金马克。
藩侯号的标准排水量为25796吨，而在全作战负载时，最大排水量可达28600吨。其全长为175.4米，有19.5米的舷宽和最大9.19米的吃水深度。藩侯号由3套贝格曼（Bergmann）蒸汽涡轮机提供动力，最高速度则为21節（39每小時）。蒸汽由运作在16个水密舱室内的3台燃油及12台燃煤的舒尔茨－桑尼克罗夫特式（Schulz-Thornycroft）细管径三锅筒水管锅炉提供，總出力40830匹馬力。舰只能够以12節（22每小時）的速度航行最多8,000海里（15,000）。额定船员编制为41名军官和1095名士兵。
藩侯号在五座双联装炮塔中装备有十门305毫米50倍径速射炮作为主炮：其中舰艏和舰艉各有两座超射布局的炮塔，另一座则单独布置在两个烟囱之间的舰舯。它的副炮系统则包括十四门150毫米45倍径速射炮、六门88毫米45倍径速射炮以及五门500毫米水下鱼雷发射管——其中一门分布在舰艏，两边舷侧各两门。藩侯号其后拆除了88毫米速射炮，并替换为四门88毫米高射炮。舰只的主装甲带有350毫米厚。甲板为30毫米厚，主炮塔和前司令塔则装备有300毫米厚的装甲。

## 服役历史
继1914年10月1日入役后，藩侯号随即进行了海上公试，并一直持续至12月12日。1915年1月10日，该舰连同其三艘姊妹舰加入了公海舰队的第三战列分舰队。1月22日，第三分舰队从公海舰队中分离，前往波罗的海进行机动、射击和鱼雷训练。它们于2月11日返回北海，但已来不及参加在多格滩海战中对第一侦察集群提供支援的行动。
随着在多格滩海战中损失了大巡洋舰布吕歇尔号，德皇威廉二世在2月2日解除了原舰队司令、海军上将腓特烈·冯·英格诺尔的职务。另一位海军上将胡戈·冯·波尔取代他成为新任舰队司令，波尔遂率领公海舰队在整个1915年展开了一系列的出击行动。藩侯号在舰队中参与的首次同类行动是3月29－30日的发兵泰尔斯海灵岛，但德国舰队在这一过程中与英国舰只没有任何接触。其它波澜不惊的行动则紧接着在4月17－18日，以及三天后的21－22日进行。随后，藩侯号随舰队余部停留在港口直至5月29日，当舰队进行另一波为期两天的发兵北海行动才再次出发。在9月11－12日，藩侯号连同第三分舰队为泰瑟尔周边进行的布雷行动提供支援。而另一次于10月23－24日进行的舰队出击也无疾而终。
1916年1月18日，原海军中将赖因哈德·舍尔晋升为上将，并成为公海舰队司令，这是由于波尔肝癌病情加重而无法继续其工作。舍尔提出了更为激进的政策，旨在推动与英国大舰队的全面抗衡。其政策在2月获得了德皇的批准。舍尔的首次行动于之后一个月展开，这个从3月5－7日驶入霍夫登的肃清行动却没有遭遇任何敌舰。其它出击则随后在3月26日，以及4月21－22日进行。4月24日，第一侦察集群的指挥官、海军少将弗朗兹·冯·希佩尔决定利用其大巡洋舰炮击英格兰海岸。藩侯号和公海舰队的其余舰只则在远处提供支援。尽管大巡洋舰塞德利茨号在前往目标的途中撞上水雷，并不得不撤回，但其它大巡洋舰仍顺利完成了炮击洛斯托夫特的任务。而在接近雅茅斯期间，它们却遇到了哈里奇部队的英方巡洋舰。经过短暂的交火后，哈里奇部队撤退。但英国潜艇在该地区出没的报告也促使第一侦察集群撤退。与此同时，舍尔收到了大舰队从斯卡帕湾基地出动的警告，遂率领公海舰队大部撤回至德国的安全水域。

### 日德兰海战

英国（蓝）及德国（红）舰队在1916年5月31－6月1日的调遣图

藩侯号作为公海舰队的一份子参加了在1916年5月31日至6月1日爆发的日德兰海战。行动再次试图对大舰队的一部分进行牵扯和隔离，并在英国主力舰队可能报复之前将其摧毁。藩侯号是德舰队形的第三艘舰，位于其姊妹舰国王号、大选帝侯号之后以及王储号之前。这四艘舰组成了第三战列分舰队的第五支队，它们是舰队的先锋。第三分舰队为3个战列舰部队之首，其正后方是由皇帝级战列舰组成的该分舰队第六支队。皇帝级身后是第二战列分舰队的黑尔戈兰级和拿骚级；殿后部队则由第一战列分舰队年迈的德国级前无畏舰组成。
在欧洲中部时间16:00前不久，第一侦察集群的大巡洋舰遇到了由戴维·贝蒂率领的第一战列巡洋分舰队，双方就此开始火炮对决，其中英国的不倦号在17:00过后、以及玛丽皇后号在不足一个半小时后均被摧毁。与此同时，德国的大巡洋舰为了将英国舰只引向公海舰队的主力而向南航行。至17时30分，国王号的船员发现第一侦察集群和第一战列巡洋舰中队接近。德国大巡洋舰旋即向右转舵航行，而英国舰只则向左转舵。17时45分，舍尔下令向左转舵2点以使其舰只靠近英国战列巡洋舰，一分钟后，即17时46分，他下达了开火的命令。
藩侯号在19000米的范围内负责迎击战列巡洋舰虎号。同时，它与它的两艘姊妹舰也利用副炮向企图对德国舰队实施鱼雷攻击的英国驱逐舰开火。藩侯号持续与虎号交战直至18:25，当速度更快的后者成功移出有效射程范围。在此期间，英国第五战列分舰队的战列舰厌战号和英勇号向领头的德国战列舰开火。18:10，英舰的其中一枚380毫米炮弹击中藩侯号。此后不久，英国驱逐舰莫尔兹比号向藩侯号发射1枚鱼雷但射失在7300米的范围内。另一艘战列舰马来亚号在19:05也向藩侯号发射鱼雷，但由于射程过长而错过。几乎在同一时间，藩侯号将打击对象从前方的第二轻巡洋分舰队转移至从后开火的第五战列分舰队，并持续了十分钟。在此期间，再有2枚380毫米炮弹命中藩侯号，但具体时刻不详。18:10的炮弹击中了两条200毫米厚的侧装甲带接合处，弹头在撞击中爆炸并造成装甲穿洞。主甲板因此变形并有约400吨水侵入舰体。另外两枚炮弹则没有发生爆炸，其造成的破坏可以忽略不计。
傍晚19:00后不久，德国小巡洋舰威斯巴登号已被英国战列巡洋舰无敌号的炮弹击至失效，国王号的海军少将保罗·贝恩克试图调遣他的四艘同级舰对受损的巡洋舰实施屏护。与此同时，英国的第三及第四轻巡洋分舰队开始对德舰队形展开鱼雷攻击，在推进至鱼雷射程范围的同时，它们也利用主炮扼制威斯巴登号。而第一巡洋分舰队过时的装甲巡洋舰也加入了混战。藩侯号及姊妹舰对英国巡洋舰猛烈开火，但它们主炮的持续射击也未能击退英国的巡洋舰群。藩侯号的305毫米炮和150毫米炮均命中了装甲巡洋舰防卫号。在德国战列舰的一阵猛发后，防卫号爆炸并沉没；这一功劳被正式归于大巡洋舰吕措号，尽管藩侯号的炮手也认领了功劳。
藩侯号随后向战列巡洋舰长公主号开火，并命中两次。第一次命中落在了由230毫米厚装甲所掩护的“X”形炮塔上，它向下偏转，并在穿透了25毫米厚的甲板装甲后爆炸。左舷炮的船员当场阵亡，炮塔失效，并且爆炸造成上层甲板严重受损。第二次命中则穿透了长公主号150毫米厚的装甲带，然后向上跳飞至贮煤舱，并在25毫米厚的甲板装甲下爆炸。两枚炮弹共导致11人死亡和31人受伤。与此同时，藩侯号的副炮也向另一艘装甲巡洋舰勇士号开火，后者遭受了15枚重炮袭击而受损严重，并被迫撤退。延至次日清晨，勇士号在返港途中最终沉没。
19:30左右，由海军上将约翰·杰利科率领的英国战列舰主力部队加入战斗；其中俄里翁号于19:32开始向藩侯号开火；它发出了四组340毫米被帽穿甲弹齐射，并由最后一组命中目标。炮弹在撞击由装甲保护的第六门150毫米炮炮廓时爆炸，它未能穿透但导致装甲穿洞和炮位失效。而爆炸除造成2人重伤外，该炮位的其余船员均被炸死。同一时间还有另一枚重炮几乎击中舰身，并且在19:44，一个螺旋桨轴弯曲迫使藩侯号的船员关停左舷发动机，海军历史学家约翰·坎贝尔（John Campbell）推测，这枚炮弹是使轴受损的原因之一。舰只的航速下降至17或18节，但仍然保持在队形中的阵位。
20:00过后不久，德国战列舰与英国第二轻巡洋分舰队交火，藩侯号主要发射的是150毫米炮。在此期间，藩侯号受到了阿金科特号的305毫米炮攻击，并在20:14分有单发命中。炮弹没有发生爆炸，它在撞击200毫米厚的舷侧装甲时破碎，造成的损害极小。但装甲正下方的两个相邻的350毫米底板因略向内弯而发生了一些轻微水浸。英国舰队的猛烈炮火迫使舍尔下令舰队掉头离开，这次转向颠倒了舰队的顺序，四艘国王级舰只被置于队形的末端。由于速度降低，藩侯号在转向初期曾试图维持它在战斗队形中的阵位，这却导致大选帝侯号脱离了编队。藩侯号遂排在王储号之后，而大选帝侯号则继续向前以回到它在国王号后侧的位置。在成功从英国撤退后，舍尔下令舰队采取夜间巡航编队，然而由于他所在的腓特烈大帝号与前导舰威斯特法伦号之间发生通讯故障，从而造成延误。几艘英国轻巡洋舰及驱逐舰于大约21:10偶然驶入德舰队形。在随后的短暂交火中，藩侯号的副炮曾五次击中轻巡洋舰卡利俄佩号。舰队于23:30完成编队，其中藩侯号成为总共24艘主力舰中的第13艘舰。
次日02:45左右，几艘英国驱逐舰搭载的鱼雷开始攻击德舰队形的后半部分。藩侯号最初并未开火，因为它在黑暗中无法识别驱逐舰的身份。但大选帝侯号的炮手却正确识别出敌舰并开火，同时转向离开以避免任何可能已经发射的鱼雷，这促使了藩侯号进行效仿。德国战列舰的猛烈炮火最终迫使英国驱逐舰撤退。在5:06，藩侯号等几艘战列舰还向它们认为是潜艇的目标开火。
公海舰队在避开杰利科战列舰的情况下，设法突破了英国的轻型部队，并在随后于6月1日凌晨4点到达喇叭礁。在抵达威廉港后，藩侯号驶入港湾，而其它几艘战列舰则在外围锚地组成防御阵位。舰只随后被转移至汉堡，在伏尔铿公司的大型浮动船坞进行维修。维修工作在7月20日完成。在战斗的过程中，大选帝侯号共从其主炮射出254枚炮弹，150毫米副炮也完成了214轮射击。它本身则遭受了5次大口径炮弹命中，共造成11人死亡及13人受伤。

### 后续行动
随着维修工作在1916年7月完成，藩侯号前往波罗的海进行试验。然后舰只被临时分配至第一侦察集群以参加1916年8月19日行动。由于塞德利茨号和德夫林格号在日德兰海战中受损严重，德国的大巡洋舰此时仅剩毛奇号和冯·德坦恩号仍具备作战条件，因此增补了大选帝侯号、藩侯号和新入役的巴伐利亚号。但英国人已事先破译了德国人的行动计划，并派出大舰队应战。在14时35分，舍尔收到了大舰队迫近的警告，他并不愿意在难分伯仲的日德兰海战后仅11周便又与整个大舰队交战，于是下令全体舰队掉头撤回德国港口。
藩侯号还参加了10月18－20日，波澜不惊的推进至桑德兰方向的行动。与第三分舰队一同进行的部队训练随后在10月21日至11月2日举行。两日后，藩侯号正式回归第三分舰队。11月5日，两艘U艇在丹麦沿岸搁浅。轻型部队被派往接回这些潜艇，而正从北海赶往威廉港途中的第三中队则奉命为其提供掩护。在行动过程中，英国潜艇J1号施射的鱼雷分别击中大选帝侯号及王储号，并造成中度破坏。在整个1917年，藩侯号都主要从事于在北海的警戒任务，期间仅在一月的返厂改装和在波罗的海的定期部队训练被中断。

### 阿尔比恩行动

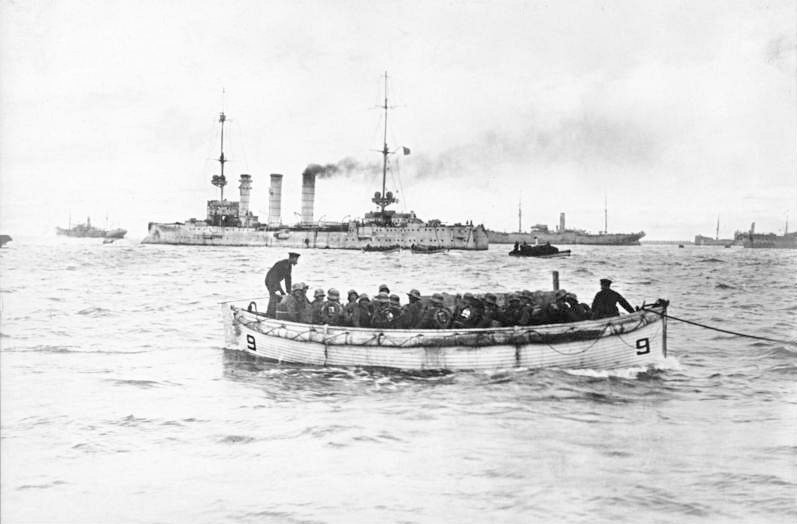
德军在萨马雷岛登陆

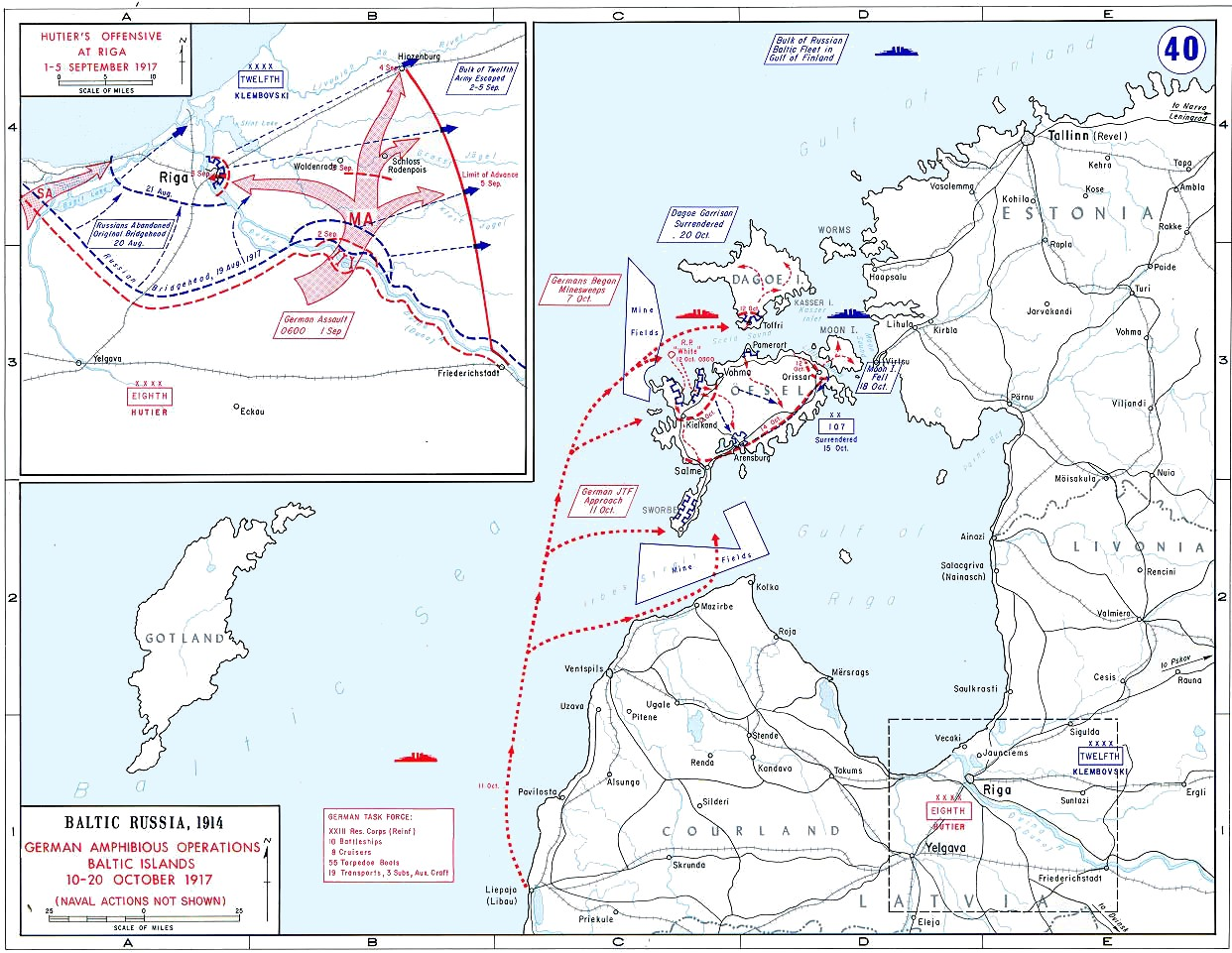
德军在里加湾的调遣图

在1917年9月上旬，继德国攻克俄国港口里加后，德国海军决定驱逐仍残留在里加湾的俄国海军力量。为此目的，海军参谋本部的行动计划是夺取波罗的海岛屿萨雷马岛，尤其是夺取瑟尔韦半岛的俄国炮台。9月18日，一次海陆空联合进攻行动受命出发，以占领萨雷马岛及穆胡岛。海军的主要组成部分是由旗舰毛奇号引领的公海舰队第三和第四战列分舰队。其中第三分舰队包括四艘国王级舰只，并在此时加入了新战列舰巴伐利亚号。第四分舰队则由五艘皇帝级战列舰组成。连同九艘小巡洋舰、三支鱼雷艇区舰队和几十艘水雷艇，整个出战规模约为300艘舰船，并有超过100架飞机和6艘飞艇提供空中支援。共有约24600名官兵参与此次入侵。
抗击部队的力量则包括原俄国的前无畏舰光荣号和太子号，装甲巡洋舰巴彦号、马卡罗夫将军号和蒂亚娜号，26艘驱逐舰，以及若干鱼雷艇和炮艇。另有3艘英国的C级潜艇驻扎在海湾。在伊尔别海峡，即里加湾南部的主要入口，则密布水雷，并受到一些海岸炮保护。而萨雷马岛的驻军人数接近14000人，但至1917年已经缩减到只有六至七成的兵力。
行动开始与10月12日，毛奇号和四艘国王级舰只通过轰击覆盖于塔加拉赫湾的岸基炮台，来掩护地面部队登陆。其中藩侯号的射击阵位设于尼纳塞岬。在两栖突击成功后，第三分舰队驶往普茨克湾，但藩侯号却在随后几天停留在当地。至17日，藩侯号离开塔加拉赫湾，重返它在里加湾的分舰队。但次日清晨，它便在凯伦德（Kalkgrund）的入口处搁浅。舰只随后迅速脱困，并于19日抵达分舰队在拉里纳浅滩（Larina Bank）以北的锚地。第二天，藩侯号驶向穆胡岛，并在25日参加了轰击基努岛俄军阵地的行动。舰只于10月27日返回库雷萨雷，并在两天后脱离阿尔比恩行动撤回北海。
返航途中，藩侯号在伊尔本海峡接连触到两枚水雷，并造成260吨水进入船舱。但舰只继续经由但泽的纽法瓦泽驶向基尔；随后它又前往威廉港，在那里进行水雷损害修复。这项工作是由帝国船厂从11月6日至23日完成。完成维修后，藩侯号重返北海担当警戒值勤。它错过了1918年4月23－25日针对英国而展开的一项反护航行动，因为从3月15日至5月15日期间，它都在基尔的船坞进行安装新前桅的工作。

### 结局
在《康边停战协定》签署前不久，藩侯号及其三艘姊妹舰都成为了1918年10月底的最终舰队行动的一部分。行动的设想是公海舰队将由威廉港基地全体出动寻找大舰队主力决战。为了使德国取得更好的谈判地位，海军上将希佩尔和舍尔意图不惜一切代价重创英国海军。然而，许多厌战的水兵却认为，这次行动将破坏和平进程并会延长战事。在1918年10月29日，舰队受命离开威廉港，并在玉石湾锚地集结，打算于次日清晨出发。从10月29日夜晚开始，图林根号连同其它几艘战列舰，其中包括藩侯号的船员，相继发动叛变。这些骚乱最终迫使希佩尔和舍尔取消了行动。当得知这一情况后，德皇威廉二世悲哀的表示：“我已不再拥有海军”。

展示藩侯号 (#6)的舰只凿沉图

随着德国在1918年11月投降，公海舰队的大部分舰只将在海军少将路德维希·冯·罗伊特的指挥下，被扣留至斯卡帕湾的英国海军基地。在德国舰队出发之前，海军上将阿道夫·冯·特罗塔对罗伊特明确表示，他不能让同盟国在任何条件下抢占舰只。舰队先与英国的加迪夫号轻巡洋舰会合，再在由370艘英国、美国和法国军舰组成的大规模联队的监督下，开往斯卡帕湾。一旦舰只被扣押，它们的火炮将通过移除其炮栓而停用，其船员也将减少至200名官兵。
在落实《凡尔赛条约》的谈判过程中，舰队仍然维持拘禁状态。罗伊特推断英国方面将在6月21日，即谈判到期而无法达成协议的情况下会强行抢占德国军舰，却不知该期限已被延长至6月23日。为了防止这种情况，他决定第一时间凿沉己方舰只。6月21日上午，英国舰队离开斯卡帕湾进行训练演习；罗伊特于11:20向全体德国军舰下达了他的命令。藩侯号在16:45沉没。守卫的英国士兵在试图阻止德国人凿沉舰只时表现得惊慌失措，他们开枪射杀了藩侯号的舰长瓦尔特·舒曼（Walter Schumann），后者当时正与士兵处于救生艇上。总体而言，守卫共杀害了9位德国人及射伤12人。其余的船员，共约1860名官兵，则被判处监禁。
不同于大多数被凿沉的其它主力舰，藩侯号从未被捞起拆解。它与它的两艘姊妹舰沉没在比其它主力舰更深的水域，这使得任何试图打捞的工作都变得更为困难。在1939年爆发的第二次世界大战则使得所有打捞工作停滞，而在战争结束后，打捞较深的残骸又被当局确定为不符合经济效益。对于残骸未来打捞行动的权利于1962年被售予英国。基于这样一个事实，即构成其舰体的钢材是在核武器出现之前生产的，于是藩侯号及其姊妹舰成为了为数不多的低本底钢可存取来源，它偶尔会被拆下用于科学设备。藩侯号和留存于斯卡帕湾底部的其它舰艇残骸如今已成为广受欢迎的潜水地点，并受到禁止潜水者从残骸中重寻物品的政策所保护。

## 引註
1. 1 2 3  Gröner，第27頁.
2. ↑  Campbell "Germany 1906–1922"，第36頁.
3. 1 2  Koop & Schmolke，第131頁.
4. 1 2 3 4 5 6 7  Gröner，第28頁.
5. ↑  Gröner，第23-30頁
6. ↑  Staff，第27頁.
7. 1 2 3 4 5 6 7  Staff，第35頁.
8. ↑  Staff，第29頁.
9. ↑  Tarrant，第43–44頁.
10. ↑  Tarrant，第49頁.
11. ↑  Tarrant，第50頁.
12. ↑  Staff，第32, 35頁.
13. ↑  Tarrant，第53頁.
14. ↑  Tarrant，第54頁.
15. ↑  Tarrant，第286頁.
16. ↑  Tarrant，第94–95頁.
17. ↑  Tarrant，第100–101頁.
18. 1 2  Tarrant，第110頁.
19. ↑  Tarrant，第110–111頁.
20. ↑  Tarrant，第114頁.
21. ↑  Campbell Jutland，第55–56頁.
22. ↑  Tarrant，第116頁.
23. ↑  Tarrant，第118頁.
24. ↑  Campbell Jutland，第100頁.
25. ↑  Campbell Jutland，第101頁.
26. ↑  Campbell Jutland，第110頁.
27. ↑  Campbell Jutland，第111頁.
28. ↑  Campbell Jutland，第144–145頁.
29. ↑  Tarrant，第137頁.
30. ↑  Tarrant，第138頁.
31. 1 2  Campbell Jutland，第152–153頁.
32. ↑  Campbell Jutland，第181頁.
33. ↑  Campbell Jutland，第170–172頁.
34. ↑  Campbell Jutland，第153頁.
35. ↑  Campbell Jutland，第155頁.
36. ↑  Campbell Jutland，第156頁.
37. ↑  Campbell Jutland，第193–195頁.
38. ↑  Campbell Jutland，第162頁.
39. ↑  Campbell Jutland，第204頁.
40. ↑  Campbell Jutland，第206頁.
41. ↑  Campbell Jutland，第245頁.
42. ↑  Tarrant，第172–174頁.
43. ↑  Campbell Jutland，第201頁.
44. 1 2  Campbell Jutland，第275頁.
45. ↑  Campbell Jutland，第250–251頁.
46. ↑  Campbell Jutland，第298–299頁.
47. ↑  Campbell Jutland，第300–301頁.
48. ↑  Campbell Jutland，第314頁.
49. ↑  Tarrant，第246–247頁.
50. ↑  Campbell Jutland，第320頁.
51. ↑  Campbell Jutland，第336頁.
52. ↑  Tarrant，第292頁.
53. ↑  Tarrant，第296, 298頁.
54. ↑  Massie，第683頁.
55. ↑  Preston，第80頁.
56. ↑  Halpern，第213頁.
57. ↑  Halpern，第214–215頁.
58. 1 2  Halpern，第215頁.
59. 1 2  Staff，第35–36頁.
60. ↑  Tarrant，第280–281頁.
61. ↑  Tarrant，第281–282頁.
62. 1 2  Tarrant，第282頁.
63. ↑  Herwig，第252頁.
64. 1 2  Herwig，第256頁.
65. ↑  Herwig，第254–255頁.
66. ↑  Herwig，第255頁.
67. 1 2  Herwig，第257頁.
68. ↑  Staff，第36頁.
69. 1 2  Butler，第229頁.
70. ↑  Konstam，第187頁.